# Гурезь-Пудгинское (сельское поселение)
Гуре́зь-Пудги́нское — упразднённое муниципальное образование со статусом сельского поселения в составе Вавожского района Удмуртии.
Административный центр — деревня Большая Гурезь-Пудга.

## История
Законом Удмуртской Республики от 26 апреля 2021 года № 30-РЗ к 9 мая 2021 года упразднено в связи с преобразованием муниципального района в муниципальный округ.
Продолжает историческое развитие Гурезь-Пудгинского сельсовета. В 1954 году населённые пункты упразднённого Большедокьинского сельсовета переданы в состав Гурезь-Пудгинского сельсовета

## Население
| 2010  | 2012  | 2013  | 2014  | 2015  | 2016  |
| ----- | ----- | ----- | ----- | ----- | ----- |
| 1513  | ↘1492 | ↘1467 | ↘1431 | ↗1454 | ↗1455 |
| 2017  | 2018  | 2019  | 2020  | 2021  |       |
| ↘1440 | ↗1453 | ↘1444 | ↘1409 | ↗1421 |       |

## Состав сельского поселения
| №  | Населённый пункт     | Тип населённого пункта          | Население |
| -- | -------------------- | ------------------------------- | --------- |
| 1  | Бармино              | деревня                         | →0        |
| 2  | Большая Гурезь-Пудга | деревня, административный центр | ↘511      |
| 3  | Большая Докья        | деревня                         | ↘14       |
| 4  | Васькино             | деревня                         | ↗4        |
| 5  | Зяглуд-Какся         | деревня                         | →311      |
| 6  | Каменный Ключ        | село                            | ↘129      |
| 7  | Малиновка            | деревня                         | ↘19       |
| 8  | Малый Зяглуд         | деревня                         | ↗60       |
| 9  | Пужмоил              | деревня                         | ↗23       |
| 10 | Сэръя                | деревня                         | ↘6        |
| 11 | Уе-Докья             | деревня                         | ↘216      |
| 12 | Четкерь              | деревня                         | ↘18       |
| 13 | Яголуд               | деревня                         | ↘181      |